# Volta a Burgos 2024
La Volta a Burgos 2024, 46a edició de la Volta a Burgos, és una competició ciclista per etapes que es disputà entre el 5 i el 9 d'agost de 2024 sobre un recorregut de 641,5 km, repartits en 5 etapes. La cursa formava part del calendari de l'UCI ProSeries en categoria 2.Pro.
El vencedor final fou l'estatunidenc Sepp Kuss (Team Visma-Lease a Bike). L'acompanyaren al podi Max Poole (Team DSM-Firmenich PostNL) i Finn Fisher-Black (UAE Team Emirates).

## Equips
L'organització convidà a prendre part en la cursa a vint-i-un equips; catorze World Tour i set UCI ProTeams:
| WorldTeams (14)- EF Education-EasyPost - Groupama-FDJ - Intermarché-Wanty - Movistar Team - Bahrain Victorious - Team dsm-firmenich PostNL - Decathlon-AG2R La Mondiale - Astana Qazaqstan Team - UAE Team Emirates - Lidl-Trek - Red Bull-Bora-Hansgrohe - Team Visma \| Lease a Bike - Ineos Grenadiers - Team Jayco AlUla ProTeams (7)- Burgos-BH - Caja Rural-Seguros RGA - Equipo Kern Pharma - Euskaltel-Euskadi - Tudor Pro Cycling Team - Q36.5 Pro Cycling Team - Polti Kometa |
| |

## Etapes
| Etapa    | Data     | Ciutats d'etapa                    | type                      | Distància (km) | Vencedor de l'etapa | Líder de la general |
| -------- | -------- | ---------------------------------- | ------------------------- | -------------- | ------------------- | ------------------- |
| 1a etapa | 5 de ago | Vilviestre del Pinar – Burgos      | etapa accidentada         | 168            | Pavel Bittner       | Pavel Bittner       |
| 2a etapa | 6 de ago | Villasana de Mena – Ojo Guareña    | etapa accidentada         | 161            | Caleb Ewan          | Caleb Ewan          |
| 3a etapa | 7 de ago | Gumiel de Izán – Llacunes de Neila | etapa de muntanya         | 138            | Sepp Kuss           | Sepp Kuss           |
| 4a etapa | 9 de ago | Santa María del Campo – Pampliega  | contrarellotge individual | 18,5           | Jay Vine            | Sepp Kuss           |
| 5a etapa | 9 de ago | Frías – Treviño                    | etapa accidentada         | 156            | Pavel Bittner       | Sepp Kuss           |

### Etapa 1
| \| Classificació de l'etapa \| Classificació de l'etapa \| Classificació de l'etapa \| Classificació de l'etapa \| Classificació de l'etapa \| \| Corredor \| Corredor \| Equip \| Temps \| \| \| ------------------------ \| ------------------------ \| -------------------------- \| ------------------------ \| ------------------------ \| \| 1r \| Pavel Bittner \| Team dsm-firmenich PostNL \| 4h 02' 26" \| \| \| 2n \| Giacomo Nizzolo \| Q36.5 Pro Cycling Team \| + 0" \| \| \| 3r \| Iván García Cortina \| Movistar Team \| + 0" \| \| \| 4t \| Edoardo Affini \| Team Visma \\| Lease a Bike \| + 0" \| \| \| 5è \| Ivo Oliveira \| UAE Team Emirates \| + 0" \| \| \| 6è \| Ide Schelling \| Astana Qazaqstan Team \| + 0" \| \| \| 7è \| Marius Mayrhofer \| Tudor Pro Cycling Team \| + 0" \| \| \| 8è \| Kim Heiduk \| Ineos Grenadiers \| + 0" \| \| \| 9è \| Caleb Ewan \| Team Jayco AlUla \| + 0" \| \| \| 10è \| Sander De Pestel \| Decathlon-AG2R La Mondiale \| + 0" \| \| |                     |                            |            |
| |                     |                            |            |
| |                     |                            |            |
| Classificació de l'etapa |                     |                            |            |
| Corredor | Corredor            | Equip                      | Temps      |
| 1r | Pavel Bittner       | Team dsm-firmenich PostNL  | 4h 02' 26" |
| 2n | Giacomo Nizzolo     | Q36.5 Pro Cycling Team     | + 0"       |
| 3r | Iván García Cortina | Movistar Team              | + 0"       |
| 4t | Edoardo Affini      | Team Visma \| Lease a Bike | + 0"       |
| 5è | Ivo Oliveira        | UAE Team Emirates          | + 0"       |
| 6è | Ide Schelling       | Astana Qazaqstan Team      | + 0"       |
| 7è | Marius Mayrhofer    | Tudor Pro Cycling Team     | + 0"       |
| 8è | Kim Heiduk          | Ineos Grenadiers           | + 0"       |
| 9è | Caleb Ewan          | Team Jayco AlUla           | + 0"       |
| 10è | Sander De Pestel    | Decathlon-AG2R La Mondiale | + 0"       |

| \| Classificació general \| Classificació general \| Classificació general \| Classificació general \| Classificació general \| \| Corredor \| Corredor \| Equip \| Temps \| \| \| --------------------- \| --------------------- \| -------------------------- \| --------------------- \| --------------------- \| \| 1r \| Pavel Bittner \| Team dsm-firmenich PostNL \| 4h 02' 16" \| \| \| 2n \| Giacomo Nizzolo \| Q36.5 Pro Cycling Team \| + 4" \| \| \| 3r \| Iván García Cortina \| Movistar Team \| + 6" \| \| \| 4t \| Max Poole \| Team dsm-firmenich PostNL \| + 7" \| \| \| 5è \| Ben Tulett \| Team Visma \\| Lease a Bike \| + 9" \| \| \| 6è \| Edoardo Affini \| Team Visma \\| Lease a Bike \| + 10" \| \| \| 7è \| Ivo Oliveira \| UAE Team Emirates \| + 10" \| \| \| 8è \| Ide Schelling \| Astana Qazaqstan Team \| + 10" \| \| \| 9è \| Marius Mayrhofer \| Tudor Pro Cycling Team \| + 10" \| \| \| 10è \| Kim Heiduk \| Ineos Grenadiers \| + 10" \| \| |                     |                            |            |
| |                     |                            |            |
| |                     |                            |            |
| Classificació general |                     |                            |            |
| Corredor | Corredor            | Equip                      | Temps      |
| 1r | Pavel Bittner       | Team dsm-firmenich PostNL  | 4h 02' 16" |
| 2n | Giacomo Nizzolo     | Q36.5 Pro Cycling Team     | + 4"       |
| 3r | Iván García Cortina | Movistar Team              | + 6"       |
| 4t | Max Poole           | Team dsm-firmenich PostNL  | + 7"       |
| 5è | Ben Tulett          | Team Visma \| Lease a Bike | + 9"       |
| 6è | Edoardo Affini      | Team Visma \| Lease a Bike | + 10"      |
| 7è | Ivo Oliveira        | UAE Team Emirates          | + 10"      |
| 8è | Ide Schelling       | Astana Qazaqstan Team      | + 10"      |
| 9è | Marius Mayrhofer    | Tudor Pro Cycling Team     | + 10"      |
| 10è | Kim Heiduk          | Ineos Grenadiers           | + 10"      |

### Etapa 2
| \| Classificació de l'etapa \| Classificació de l'etapa \| Classificació de l'etapa \| Classificació de l'etapa \| Classificació de l'etapa \| \| Corredor \| Corredor \| Equip \| Temps \| \| \| ------------------------ \| ------------------------ \| ------------------------- \| ------------------------ \| ------------------------ \| \| 1r \| Caleb Ewan \| Team Jayco AlUla \| 3h 59' 43" \| \| \| 2n \| Roger Adrià Oliveras \| Red Bull-Bora-Hansgrohe \| + 0" \| \| \| 3r \| Iván García Cortina \| Movistar Team \| + 0" \| \| \| 4t \| Rémy Rochas \| Groupama-FDJ \| + 0" \| \| \| 5è \| Quinn Simmons \| Lidl-Trek \| + 0" \| \| \| 6è \| Antonio Angulo \| Burgos-BH \| + 0" \| \| \| 7è \| Jon Aberasturi Izaga \| Euskaltel-Euskadi \| + 0" \| \| \| 8è \| Patrick Konrad \| Lidl-Trek \| + 0" \| \| \| 9è \| Pavel Bittner \| Team dsm-firmenich PostNL \| + 0" \| \| \| 10è \| Nicolò Parisini \| Q36.5 Pro Cycling Team \| + 0" \| \| |                      |                           |            |
| |                      |                           |            |
| |                      |                           |            |
| Classificació de l'etapa |                      |                           |            |
| Corredor | Corredor             | Equip                     | Temps      |
| 1r | Caleb Ewan           | Team Jayco AlUla          | 3h 59' 43" |
| 2n | Roger Adrià Oliveras | Red Bull-Bora-Hansgrohe   | + 0"       |
| 3r | Iván García Cortina  | Movistar Team             | + 0"       |
| 4t | Rémy Rochas          | Groupama-FDJ              | + 0"       |
| 5è | Quinn Simmons        | Lidl-Trek                 | + 0"       |
| 6è | Antonio Angulo       | Burgos-BH                 | + 0"       |
| 7è | Jon Aberasturi Izaga | Euskaltel-Euskadi         | + 0"       |
| 8è | Patrick Konrad       | Lidl-Trek                 | + 0"       |
| 9è | Pavel Bittner        | Team dsm-firmenich PostNL | + 0"       |
| 10è | Nicolò Parisini      | Q36.5 Pro Cycling Team    | + 0"       |

| \| Classificació general \| Classificació general \| Classificació general \| Classificació general \| Classificació general \| \| Corredor \| Corredor \| Equip \| Temps \| \| \| --------------------- \| ---------------------- \| ------------------------- \| --------------------- \| --------------------- \| \| 1r \| Caleb Ewan \| Team Jayco AlUla \| 8h 01' 59" \| \| \| 2n \| Pavel Bittner \| Team dsm-firmenich PostNL \| + 0" \| \| \| 3r \| Iván García Cortina \| Movistar Team \| + 2" \| \| \| 4t \| Roger Adrià Oliveras \| Red Bull-Bora-Hansgrohe \| + 4" \| \| \| 5è \| Max Poole \| Team dsm-firmenich PostNL \| + 7" \| \| \| 6è \| Antonio Angulo \| Burgos-BH \| + 10" \| \| \| 7è \| Matevž Govekar \| Bahrain Victorious \| + 10" \| \| \| 8è \| Marc Brustenga Masagué \| Equipo Kern Pharma \| + 10" \| \| \| 9è \| Rémy Rochas \| Groupama-FDJ \| + 10" \| \| \| 10è \| Quinn Simmons \| Lidl-Trek \| + 10" \| \| |                        |                           |            |
| |                        |                           |            |
| |                        |                           |            |
| Classificació general |                        |                           |            |
| Corredor | Corredor               | Equip                     | Temps      |
| 1r | Caleb Ewan             | Team Jayco AlUla          | 8h 01' 59" |
| 2n | Pavel Bittner          | Team dsm-firmenich PostNL | + 0"       |
| 3r | Iván García Cortina    | Movistar Team             | + 2"       |
| 4t | Roger Adrià Oliveras   | Red Bull-Bora-Hansgrohe   | + 4"       |
| 5è | Max Poole              | Team dsm-firmenich PostNL | + 7"       |
| 6è | Antonio Angulo         | Burgos-BH                 | + 10"      |
| 7è | Matevž Govekar         | Bahrain Victorious        | + 10"      |
| 8è | Marc Brustenga Masagué | Equipo Kern Pharma        | + 10"      |
| 9è | Rémy Rochas            | Groupama-FDJ              | + 10"      |
| 10è | Quinn Simmons          | Lidl-Trek                 | + 10"      |

### Etapa 3
| \| Classificació de l'etapa \| Classificació de l'etapa \| Classificació de l'etapa \| Classificació de l'etapa \| Classificació de l'etapa \| \| Corredor \| Corredor \| Equip \| Temps \| \| \| ------------------------ \| ------------------------ \| -------------------------- \| ------------------------ \| ------------------------ \| \| 1r \| Sepp Kuss \| Team Visma \\| Lease a Bike \| 3h 22' 05" \| \| \| 2n \| Lorenzo Fortunato \| Astana Qazaqstan Team \| + 7" \| \| \| 3r \| Jefferson Cepeda \| Caja Rural-Seguros RGA \| + 7" \| \| \| 4t \| Max Poole \| Team dsm-firmenich PostNL \| + 20" \| \| \| 5è \| Javier Romo \| Movistar Team \| + 23" \| \| \| 6è \| Alexander Cepeda \| EF Education-EasyPost \| + 26" \| \| \| 7è \| Pablo Castrillo Zapater \| Equipo Kern Pharma \| + 28" \| \| \| 8è \| Victor Lafay \| Decathlon-AG2R La Mondiale \| + 32" \| \| \| 9è \| Michael Storer \| Tudor Pro Cycling Team \| + 32" \| \| \| 10è \| Sergio Higuita García \| Red Bull-Bora-Hansgrohe \| + 34" \| \| |                         |                            |            |
| |                         |                            |            |
| |                         |                            |            |
| Classificació de l'etapa |                         |                            |            |
| Corredor | Corredor                | Equip                      | Temps      |
| 1r | Sepp Kuss               | Team Visma \| Lease a Bike | 3h 22' 05" |
| 2n | Lorenzo Fortunato       | Astana Qazaqstan Team      | + 7"       |
| 3r | Jefferson Cepeda        | Caja Rural-Seguros RGA     | + 7"       |
| 4t | Max Poole               | Team dsm-firmenich PostNL  | + 20"      |
| 5è | Javier Romo             | Movistar Team              | + 23"      |
| 6è | Alexander Cepeda        | EF Education-EasyPost      | + 26"      |
| 7è | Pablo Castrillo Zapater | Equipo Kern Pharma         | + 28"      |
| 8è | Victor Lafay            | Decathlon-AG2R La Mondiale | + 32"      |
| 9è | Michael Storer          | Tudor Pro Cycling Team     | + 32"      |
| 10è | Sergio Higuita García   | Red Bull-Bora-Hansgrohe    | + 34"      |

| \| Classificació general \| Classificació general \| Classificació general \| Classificació general \| Classificació general \| \| Corredor \| Corredor \| Equip \| Temps \| \| \| --------------------- \| ----------------------- \| -------------------------- \| --------------------- \| --------------------- \| \| 1r \| Sepp Kuss \| Team Visma \\| Lease a Bike \| 11h 24' 04" \| \| \| 2n \| Jefferson Cepeda \| Caja Rural-Seguros RGA \| + 13" \| \| \| 3r \| Max Poole \| Team dsm-firmenich PostNL \| + 27" \| \| \| 4t \| Lorenzo Fortunato \| Astana Qazaqstan Team \| + 30" \| \| \| 5è \| Alexander Cepeda \| EF Education-EasyPost \| + 36" \| \| \| 6è \| Pablo Castrillo Zapater \| Equipo Kern Pharma \| + 38" \| \| \| 7è \| Victor Lafay \| Decathlon-AG2R La Mondiale \| + 42" \| \| \| 8è \| Michael Storer \| Tudor Pro Cycling Team \| + 42" \| \| \| 9è \| Cian Uijtdebroeks \| Team Visma \\| Lease a Bike \| + 44" \| \| \| 10è \| Davide Piganzoli \| Team Polti Kometa \| + 44" \| \| |                         |                            |             |
| |                         |                            |             |
| |                         |                            |             |
| Classificació general |                         |                            |             |
| Corredor | Corredor                | Equip                      | Temps       |
| 1r | Sepp Kuss               | Team Visma \| Lease a Bike | 11h 24' 04" |
| 2n | Jefferson Cepeda        | Caja Rural-Seguros RGA     | + 13"       |
| 3r | Max Poole               | Team dsm-firmenich PostNL  | + 27"       |
| 4t | Lorenzo Fortunato       | Astana Qazaqstan Team      | + 30"       |
| 5è | Alexander Cepeda        | EF Education-EasyPost      | + 36"       |
| 6è | Pablo Castrillo Zapater | Equipo Kern Pharma         | + 38"       |
| 7è | Victor Lafay            | Decathlon-AG2R La Mondiale | + 42"       |
| 8è | Michael Storer          | Tudor Pro Cycling Team     | + 42"       |
| 9è | Cian Uijtdebroeks       | Team Visma \| Lease a Bike | + 44"       |
| 10è | Davide Piganzoli        | Team Polti Kometa          | + 44"       |

### Etapa 4
| \| Classificació de l'etapa \| Classificació de l'etapa \| Classificació de l'etapa \| Classificació de l'etapa \| Classificació de l'etapa \| \| Corredor \| Corredor \| Equip \| Temps \| \| \| ------------------------ \| -------------------------- \| -------------------------- \| ------------------------ \| ------------------------ \| \| 1r \| Jay Vine \| UAE Team Emirates \| 19' 51" \| \| \| 2n \| Edoardo Affini \| Team Visma \\| Lease a Bike \| + 11" \| \| \| 3r \| Antonio Tiberi \| Bahrain Victorious \| + 12" \| \| \| 4t \| Finn Fisher-Black \| UAE Team Emirates \| + 16" \| \| \| 5è \| Brandon Rivera \| Ineos Grenadiers \| + 17" \| \| \| 6è \| Thymen Arensman \| Ineos Grenadiers \| + 20" \| \| \| 7è \| Iván Romeo Abad \| Movistar Team \| + 21" \| \| \| 8è \| Max Poole \| Team dsm-firmenich PostNL \| + 21" \| \| \| 9è \| Txomin Juaristi \| Euskaltel-Euskadi \| + 26" \| \| \| 10è \| David de la Cruz Melgarejo \| Q36.5 Pro Cycling Team \| + 38" \| \| |                            |                            |         |
| |                            |                            |         |
| |                            |                            |         |
| Classificació de l'etapa |                            |                            |         |
| Corredor | Corredor                   | Equip                      | Temps   |
| 1r | Jay Vine                   | UAE Team Emirates          | 19' 51" |
| 2n | Edoardo Affini             | Team Visma \| Lease a Bike | + 11"   |
| 3r | Antonio Tiberi             | Bahrain Victorious         | + 12"   |
| 4t | Finn Fisher-Black          | UAE Team Emirates          | + 16"   |
| 5è | Brandon Rivera             | Ineos Grenadiers           | + 17"   |
| 6è | Thymen Arensman            | Ineos Grenadiers           | + 20"   |
| 7è | Iván Romeo Abad            | Movistar Team              | + 21"   |
| 8è | Max Poole                  | Team dsm-firmenich PostNL  | + 21"   |
| 9è | Txomin Juaristi            | Euskaltel-Euskadi          | + 26"   |
| 10è | David de la Cruz Melgarejo | Q36.5 Pro Cycling Team     | + 38"   |

| \| Classificació general \| Classificació general \| Classificació general \| Classificació general \| Classificació general \| \| Corredor \| Corredor \| Equip \| Temps \| \| \| --------------------- \| ----------------------- \| -------------------------- \| --------------------- \| --------------------- \| \| 1r \| Sepp Kuss \| Team Visma \\| Lease a Bike \| 11h 44' 38" \| \| \| 2n \| Max Poole \| Team dsm-firmenich PostNL \| + 5" \| \| \| 3r \| Finn Fisher-Black \| UAE Team Emirates \| + 34" \| \| \| 4t \| Urko Berrade \| Equipo Kern Pharma \| + 41" \| \| \| 5è \| Michael Storer \| Tudor Pro Cycling Team \| + 42" \| \| \| 6è \| Jefferson Cepeda \| Caja Rural-Seguros RGA \| + 53" \| \| \| 7è \| Pablo Castrillo Zapater \| Equipo Kern Pharma \| + 57" \| \| \| 8è \| Brandon Rivera \| Ineos Grenadiers \| + 59" \| \| \| 9è \| Patrick Konrad \| Lidl-Trek \| + 1' 00" \| \| \| 10è \| Sergio Higuita García \| Red Bull-Bora-Hansgrohe \| + 1' 01" \| \| |                         |                            |             |
| |                         |                            |             |
| |                         |                            |             |
| Classificació general |                         |                            |             |
| Corredor | Corredor                | Equip                      | Temps       |
| 1r | Sepp Kuss               | Team Visma \| Lease a Bike | 11h 44' 38" |
| 2n | Max Poole               | Team dsm-firmenich PostNL  | + 5"        |
| 3r | Finn Fisher-Black       | UAE Team Emirates          | + 34"       |
| 4t | Urko Berrade            | Equipo Kern Pharma         | + 41"       |
| 5è | Michael Storer          | Tudor Pro Cycling Team     | + 42"       |
| 6è | Jefferson Cepeda        | Caja Rural-Seguros RGA     | + 53"       |
| 7è | Pablo Castrillo Zapater | Equipo Kern Pharma         | + 57"       |
| 8è | Brandon Rivera          | Ineos Grenadiers           | + 59"       |
| 9è | Patrick Konrad          | Lidl-Trek                  | + 1' 00"    |
| 10è | Sergio Higuita García   | Red Bull-Bora-Hansgrohe    | + 1' 01"    |

### Etapa 5
| \| Classificació de l'etapa \| Classificació de l'etapa \| Classificació de l'etapa \| Classificació de l'etapa \| Classificació de l'etapa \| \| Corredor \| Corredor \| Equip \| Temps \| \| \| ------------------------ \| ------------------------ \| ------------------------- \| ------------------------ \| ------------------------ \| \| 1r \| Pavel Bittner \| Team dsm-firmenich PostNL \| 3h 44' 28" \| \| \| 2n \| Nicolò Parisini \| Q36.5 Pro Cycling Team \| + 0" \| \| \| 3r \| Iván García Cortina \| Movistar Team \| + 0" \| \| \| 4t \| Jon Aberasturi Izaga \| Euskaltel-Euskadi \| + 0" \| \| \| 5è \| Matevž Govekar \| Bahrain Victorious \| + 0" \| \| \| 6è \| Marc Brustenga Masagué \| Equipo Kern Pharma \| + 0" \| \| \| 7è \| Roger Adrià Oliveras \| Red Bull-Bora-Hansgrohe \| + 0" \| \| \| 8è \| Ivo Oliveira \| UAE Team Emirates \| + 0" \| \| \| 9è \| Matthew Walls \| Groupama-FDJ \| + 0" \| \| \| 10è \| Antonio Angulo \| Burgos-BH \| + 0" \| \| |                        |                           |            |
| |                        |                           |            |
| |                        |                           |            |
| Classificació de l'etapa |                        |                           |            |
| Corredor | Corredor               | Equip                     | Temps      |
| 1r | Pavel Bittner          | Team dsm-firmenich PostNL | 3h 44' 28" |
| 2n | Nicolò Parisini        | Q36.5 Pro Cycling Team    | + 0"       |
| 3r | Iván García Cortina    | Movistar Team             | + 0"       |
| 4t | Jon Aberasturi Izaga   | Euskaltel-Euskadi         | + 0"       |
| 5è | Matevž Govekar         | Bahrain Victorious        | + 0"       |
| 6è | Marc Brustenga Masagué | Equipo Kern Pharma        | + 0"       |
| 7è | Roger Adrià Oliveras   | Red Bull-Bora-Hansgrohe   | + 0"       |
| 8è | Ivo Oliveira           | UAE Team Emirates         | + 0"       |
| 9è | Matthew Walls          | Groupama-FDJ              | + 0"       |
| 10è | Antonio Angulo         | Burgos-BH                 | + 0"       |

## Classificacions finals

### Classificació general
| \| Classificació general \| Classificació general \| Classificació general \| Classificació general \| Classificació general \| \| Corredor \| Corredor \| Equip \| Temps \| \| \| --------------------- \| ----------------------- \| -------------------------- \| --------------------- \| --------------------- \| \| 1r \| Sepp Kuss \| Team Visma \\| Lease a Bike \| 15h 09' 06" \| \| \| 2n \| Max Poole \| Team dsm-firmenich PostNL \| + 5" \| \| \| 3r \| Finn Fisher-Black \| UAE Team Emirates \| + 34" \| \| \| 4t \| Urko Berrade \| Equipo Kern Pharma \| + 41" \| \| \| 5è \| Michael Storer \| Tudor Pro Cycling Team \| + 42" \| \| \| 6è \| Jefferson Cepeda \| Caja Rural-Seguros RGA \| + 53" \| \| \| 7è \| Pablo Castrillo Zapater \| Equipo Kern Pharma \| + 57" \| \| \| 8è \| Brandon Rivera \| Ineos Grenadiers \| + 59" \| \| \| 9è \| Patrick Konrad \| Lidl-Trek \| + 1' 00" \| \| \| 10è \| Sergio Higuita García \| Red Bull-Bora-Hansgrohe \| + 1' 01" \| \| |                         |                            |             |
| |                         |                            |             |
| Font: ProCyclingStats |                         |                            |             |
| Classificació general |                         |                            |             |
| Corredor | Corredor                | Equip                      | Temps       |
| 1r | Sepp Kuss               | Team Visma \| Lease a Bike | 15h 09' 06" |
| 2n | Max Poole               | Team dsm-firmenich PostNL  | + 5"        |
| 3r | Finn Fisher-Black       | UAE Team Emirates          | + 34"       |
| 4t | Urko Berrade            | Equipo Kern Pharma         | + 41"       |
| 5è | Michael Storer          | Tudor Pro Cycling Team     | + 42"       |
| 6è | Jefferson Cepeda        | Caja Rural-Seguros RGA     | + 53"       |
| 7è | Pablo Castrillo Zapater | Equipo Kern Pharma         | + 57"       |
| 8è | Brandon Rivera          | Ineos Grenadiers           | + 59"       |
| 9è | Patrick Konrad          | Lidl-Trek                  | + 1' 00"    |
| 10è | Sergio Higuita García   | Red Bull-Bora-Hansgrohe    | + 1' 01"    |

### Classificacions secundàries

#### Classificació per punts
| Classificació per punts | Classificació per punts | Classificació per punts    | Classificació per punts | Classificació per punts |
| Corredor                | Corredor                | Equip                      | Punts                   |                         |
| ----------------------- | ----------------------- | -------------------------- | ----------------------- | ----------------------- |
| 1r                      | Pavel Bittner           | Team dsm-firmenich PostNL  | 57 pts                  |                         |
| 2n                      | Iván García Cortina     | Movistar Team              | 48 pts                  |                         |
| 3r                      | Edoardo Affini          | Team Visma \| Lease a Bike | 35 pts                  |                         |
| 4t                      | Caleb Ewan              | Team Jayco AlUla           | 32 pts                  |                         |
| 5è                      | Roger Adrià Oliveras    | Red Bull-Bora-Hansgrohe    | 29 pts                  |                         |
| 6è                      | Sepp Kuss               | Team Visma \| Lease a Bike | 27 pts                  |                         |
| 7è                      | Nicolò Parisini         | Q36.5 Pro Cycling Team     | 26 pts                  |                         |
| 8è                      | Jay Vine                | UAE Team Emirates          | 25 pts                  |                         |
| 9è                      | Jon Aberasturi Izaga    | Euskaltel-Euskadi          | 23 pts                  |                         |
| 10è                     | Max Poole               | Team dsm-firmenich PostNL  | 22 pts                  |                         |

#### Classificació de la muntanya
| Classificació de la muntanya | Classificació de la muntanya | Classificació de la muntanya | Classificació de la muntanya | Classificació de la muntanya |
| Corredor                     | Corredor                     | Equip                        | Punts                        |                              |
| ---------------------------- | ---------------------------- | ---------------------------- | ---------------------------- | ---------------------------- |
| 1r                           | Diego Sevilla                | Team Polti Kometa            | 50 pts                       |                              |
| 2n                           | Sepp Kuss                    | Team Visma \| Lease a Bike   | 32 pts                       |                              |
| 3r                           | Max Poole                    | Team dsm-firmenich PostNL    | 28 pts                       |                              |
| 4t                           | Jefferson Cepeda             | Caja Rural-Seguros RGA       | 28 pts                       |                              |
| 5è                           | Gorka Sorarrain              | Caja Rural-Seguros RGA       | 27 pts                       |                              |
| 6è                           | Lorenzo Fortunato            | Astana Qazaqstan Team        | 25 pts                       |                              |
| 7è                           | Rodrigo Álvarez              | Burgos-BH                    | 17 pts                       |                              |
| 8è                           | Chris Hamilton               | Team dsm-firmenich PostNL    | 16 pts                       |                              |
| 9è                           | Alexander Cepeda             | EF Education-EasyPost        | 14 pts                       |                              |
| 10è                          | Mario Aparicio               | Burgos-BH                    | 13 pts                       |                              |

#### Classificació dels joves
| Classificació del millor jove | Classificació del millor jove | Classificació del millor jove | Classificació del millor jove | Classificació del millor jove |
| Corredor                      | Corredor                      | Equip                         | Temps                         |                               |
| ----------------------------- | ----------------------------- | ----------------------------- | ----------------------------- | ----------------------------- |
| 1r                            | Max Poole                     | Team dsm-firmenich PostNL     | 15h 09' 11"                   |                               |
| 2n                            | Finn Fisher-Black             | UAE Team Emirates             | + 29"                         |                               |
| 3r                            | Pablo Castrillo Zapater       | Equipo Kern Pharma            | + 52"                         |                               |
| 4t                            | Davide Piganzoli              | Team Polti Kometa             | + 1' 00"                      |                               |
| 5è                            | Iván Romeo Abad               | Movistar Team                 | + 1' 02"                      |                               |
| 6è                            | Javier Romo                   | Movistar Team                 | + 1' 11"                      |                               |
| 7è                            | Darren Rafferty               | EF Education-EasyPost         | + 1' 18"                      |                               |
| 8è                            | Thymen Arensman               | Ineos Grenadiers              | + 1' 26"                      |                               |
| 9è                            | Welay Berehe                  | Team Jayco AlUla              | + 1' 39"                      |                               |
| 10è                           | Ibon Ruiz                     | Equipo Kern Pharma            | + 1' 42"                      |                               |

#### Classificació per equips
| Classificació per equips | Classificació per equips   | Classificació per equips | Classificació per equips |
| Equip                    | Equip                      | Temps                    |                          |
| ------------------------ | -------------------------- | ------------------------ | ------------------------ |
| 1r                       | Team Visma \| Lease a Bike | 45h 30' 00"              |                          |
| 2n                       | UAE Team Emirates          | + 1"                     |                          |
| 3r                       | Equipo Kern Pharma         | + 29"                    |                          |
| 4t                       | Ineos Grenadiers           | + 39"                    |                          |
| 5è                       | Decathlon-AG2R La Mondiale | + 3' 49"                 |                          |
| 6è                       | Polti Kometa               | + 3' 54"                 |                          |
| 7è                       | Red Bull-Bora-Hansgrohe    | + 4' 59"                 |                          |
| 8è                       | Euskaltel-Euskadi          | + 5' 51"                 |                          |
| 9è                       | Movistar Team              | + 6' 49"                 |                          |
| 10è                      | EF Education-EasyPost      | + 6' 56"                 |                          |

## Evolució de les classificacions
| Etapa              | Vencedor           | Classificació general | Classificació per punts | Classificació de la muntanya | Classificació dels joves | Classificació per equips |
| ------------------ | ------------------ | --------------------- | ----------------------- | ---------------------------- | ------------------------ | ------------------------ |
| 1                  | Pavel Bittner      | Pavel Bittner         | Pavel Bittner           | Diego Pablo Sevilla          | Pavel Bittner            | Team Movistar            |
| 2                  | Caleb Ewan         | Caleb Ewan            | Caleb Ewan              | Diego Pablo Sevilla          | Pavel Bittner            | Lidl-Trek                |
| 3                  | Sepp Kuss          | Sepp Kuss             | Pavel Bittner           | Diego Pablo Sevilla          | Max Poole                | Kern Pharma              |
| 4                  | Jay Vine           | Sepp Kuss             | Edoardo Affini          | Diego Pablo Sevilla          | Max Poole                | Team Visma-Lease a Bike  |
| 5                  | Pavel Bittner      | Sepp Kuss             | Pavel Bittner           | Diego Pablo Sevilla          | Max Poole                | Team Visma-Lease a Bike  |
| Classements finals | Classements finals | Sepp Kuss             | Pavel Bittner           | Diego Pablo Sevilla          | Max Poole                | Team Visma-Lease a Bike  |